# Cerkiew św. Mikołaja w Jaamie
Cerkiew św. Mikołaja – prawosławna cerkiew w Jaamie, w jurysdykcji Estońskiego Kościoła Prawosławnego Patriarchatu Moskiewskiego. Świątynia parafialna.

## Historia
Pierwsza cerkiew w Jaamie została wzniesiona na początku XX w. z błogosławieństwa arcybiskupa ryskiego Agatangela, jako świątynia filialna parafii w Vasknarvie. Dar w wysokości 600 rubli na budowę cerkwi przekazał osobiście car Mikołaj II. Autorem projektu świątyni był W. Łunski, architekt eparchii ryskiej. Konsekracja gotowej murowanej cerkwi miała miejsce 13 sierpnia 1904 r.
Podczas II wojny światowej zniszczona została cała wieś, także znajdująca się w niej prawosławna świątynia. Wieś stopniowo wyludniała się. Wierni modlili się przez kolejne kilka dziesięcioleci w rozbudowanej kaplicy cmentarnej, w celu sprawowania nabożeństw do wsi przyjeżdżali duchowni z parafii w Narwie lub Jõhvi. Cerkiew św. Mikołaja, według pierwotnego projektu, została odbudowana w 1991 r. z fundacji Monasteru Piuchtickiego i w tym samym roku wyświęcona przez biskupa tallińskiego Korneliusza.

## Architektura
Cerkiew w Jaamie wzniesiona jest z kamienia polnego, z detalami z cegły. Posiada jedną usytuowaną nad przedsionkiem wieżę zwieńczoną niewielką cebulastą kopułą oraz drugą, większych rozmiarów kopułę w tym samym kształcie, usadowioną na bębnie nad jedyną nawą świątyni. We wnętrzu znajduje się jednorzędowy klasycystyczny ikonostas z ikoną Ostatniej Wieczerzy w zwieńczeniu.